# A Doll's House (film fra 1917)
 For alternative betydninger, se Et dukkehjem (flertydig).
A Doll's House er en amerikansk stumfilm fra 1917 af Joe De Grasse.
Filmen er baseret på Ibsens skuespil Et  dukkehjem fra 1879. 

## Medvirkende
- Dorothy Phillips – Nora Helmer
- William Stowell – Torvald Helmer
- Lon Chaney – Nils Krogstad
- Sydney Deane – Dr. Rank
- Miriam Shelby – Christina Linde